# Telefonkabel

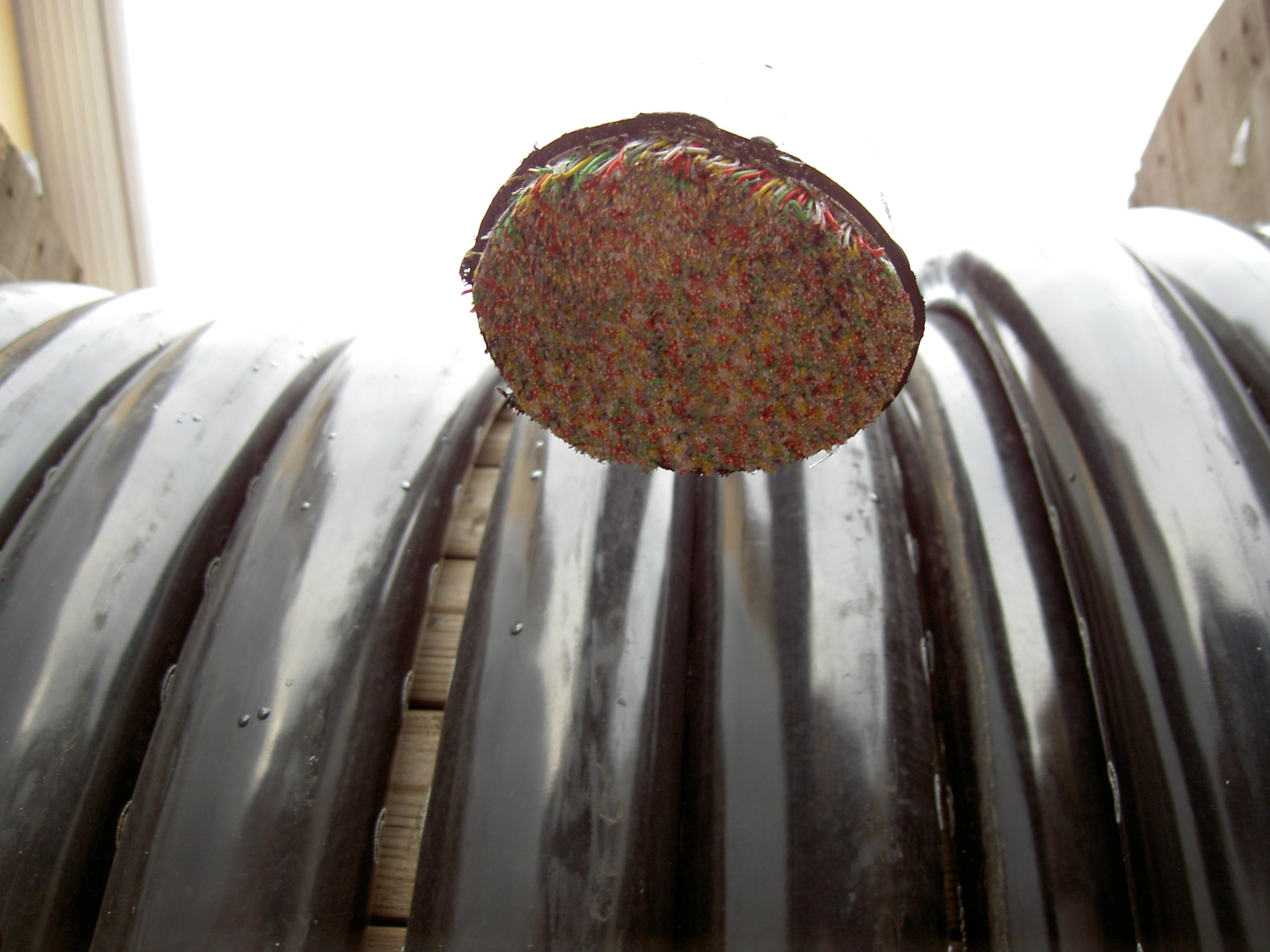
Telefon-Teilnehmeranschlussleitung (Erdkabel)

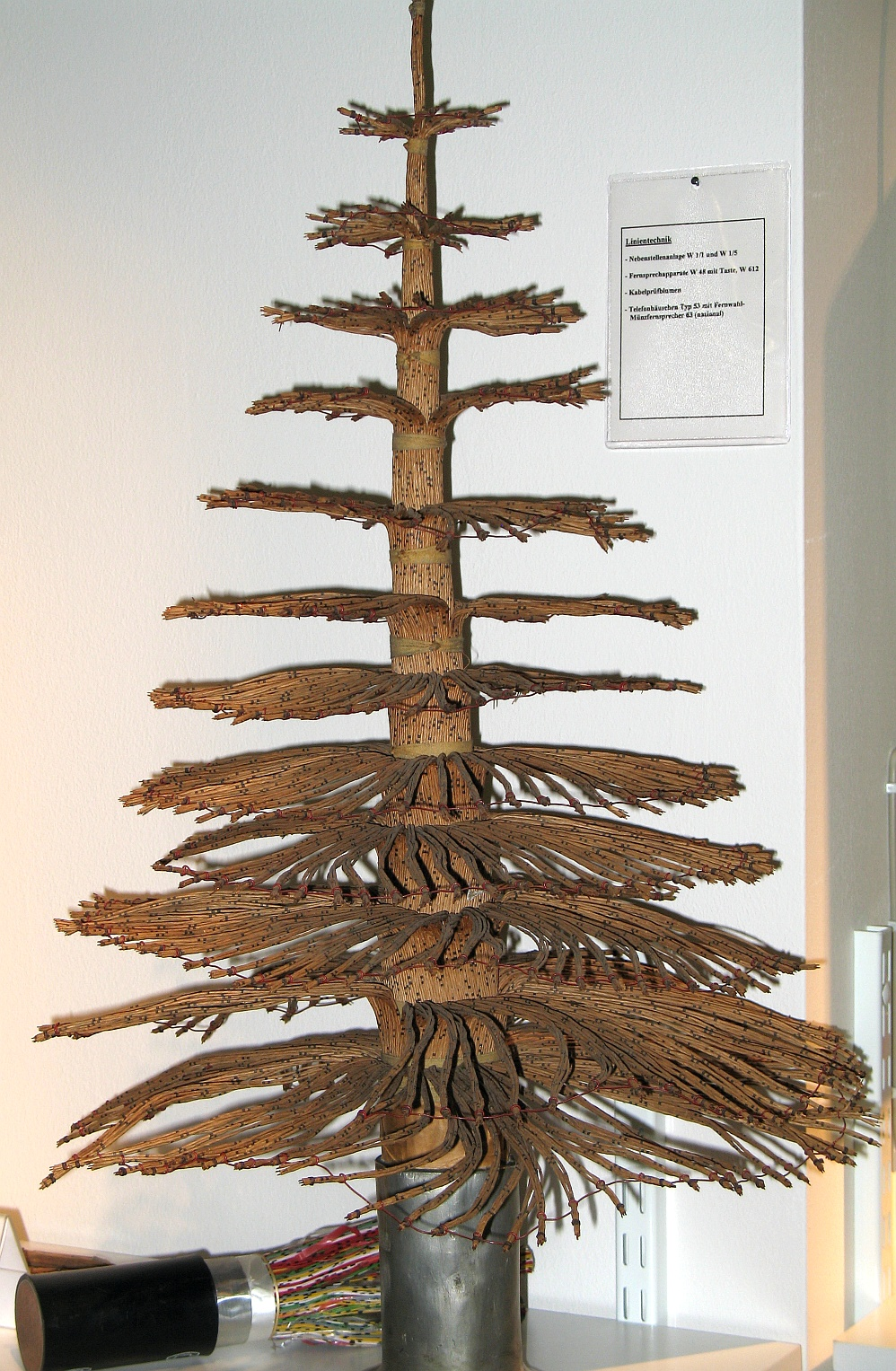
Lagenverseiltes Fernmeldekabel zur „Prüfblume“ aufgefächert
(Fernmeldemuseum Aachen)

Telefonkabel ist eine gängige Bezeichnung für Fernmeldekabel. Fernmeldekabel gibt es innerhalb von Ortschaften als Erdkabel zur unterirdischen Verlegung und als Luftkabel sowie im militärischen Bereich als Feldkabel. Für die Installation in Gebäuden werden Installationskabel verwendet. Aufbau und Aderkennzeichnung von Fernmelde- und Installationskabeln können unterschiedlich sein. Die sogenannten Fernkabel werden zur Verbindung von Städten oder größeren Entfernungen verwendet.

## Aufbau von Fernmeldekabeln
Im Inneren von Fernmeldekabeln befinden sich die einzelnen Adernpaare bzw. Adervierer, deren Verseilung und Kennzeichnung in folgenden Abschnitten beschrieben werden. Alle Adern zusammen sind mit einem mehr oder weniger aufwendigen Schutz- und Kennzeichnungssystem aus Papieren, Folien, Fäden und Ummantelungen umhüllt. Dieses komplexe System dient der Nebensprechdämpfung, der Zählung und dem Schutz des Kabels.
In der Linientechnik gibt es Kabel mit unterschiedlicher Anzahl von Doppeladern (DA). Für jeden Telefonanschluss wird genau eine DA, also zwei Adern benötigt. Das kleinste (regelmäßig verlegte) Kabel zählte früher fünf, heute sechs oder zehn Doppeladern (also zehn, zwölf, bzw. 20 einzelne Drähte), die zumeist als Hausanschlusskabel für Häuser mit maximal zwei Wohneinheiten genutzt werden. Abweichungen davon sind möglich, sodass im Bestand auch heute noch zwei oder vier DA starke Kabel zu finden sind. Diese stammen teilweise aus den sehr frühen Zeiten des Telefons (1930er–1950er Jahre), sind jedoch mitunter noch immer in Betrieb. Ab den 1960ern war das fünf DA starke Kabel, das kleinste regelmäßig für Teilnehmeranschlüsse genutzte. Das größte Kabel zählt 2000 Doppeladern (inkl. acht Reservepaaren, also 4016 Drähte).
Sogenannte Ortsnetzverbindungskabel (Ovk) verbinden Ortsvermittlungsstellen (OVst) eines Ortsnetzes untereinander, zwischen denen besonders viele Gespräche zu vermitteln waren, um nicht jedes Gespräch über das übergeordnete Hauptamt/die Knotenvermittlungsstelle (KVst) führen zu müssen. Hiermit wurden in der Historie Wähler- und Aderkapazitäten zwischen KVst und OVst eingespart, da das Gespräch direkt zwischen den OVst vermittelt werden konnte.
Als Zuleitungen für Stadtteile oder Straßenzüge im Anschlussbereich einer OVst werden Hauptkabel (Hk) eingesetzt. Diese beginnen in der jeweiligen Vermittlungsstelle und sind zu Beginn zwischen 2000 und 500 DA, nach mehreren Verzweigungen meist zwischen 500 und 100 DA stark. Sie enden in diesem Fall in Kabelverzweigern (KVz). Da jedes Aderpaar lediglich einem einzigen Telefonanschluss fest zugewiesen sein kann, ist dieses System sehr unflexibel. Daher werden heute diese klassischen Fernmeldekabel mit Kupferdrähten kaum noch neu verlegt. Stattdessen werden heute Glasfaserkabel verlegt, die trotz ihres wesentlich geringeren Querschnittes ein Vielfaches an Daten übertragen können, allerdings auch erheblich teurer sind.
Jene Kabel, die am KVz starten und von dort die einzelnen Teilnehmer anschließen, werden Verzweigungskabel (Vzk) genannt und sind zwischen 300 und fünf (teilweise auch kleiner, s. o.) DA stark.
Um die Kabel, vor allem im Erdreich, vor eindringender Feuchtigkeit zu schützen, gibt es zwei Methoden.
1. In einer Vermittlungsstelle beginnende Kabel (Ovk, Hk) werden dauerhaft mit einem kleinen Überdruck (typisch 10 Millibar) mit Luft beaufschlagt. Aufgrund des Überdrucks wird bei kleineren Leckagen im Kabelmantel der eindringenden Feuchtigkeit Luft entgegen geblasen, so dass keine Feuchtigkeit eindringen kann. Bei Druckverlust meldet ein Sensor, dass Luft aus dem System entweicht. Danach wird das Kabel mit einem speziellen Lecksuchgas aufgepumpt, wodurch mittels Suchgeräten das Leck aufgespürt werden kann.
2. Verzweigungskabel (Vzk), die Kabel, die die dritte Kabelebene bilden und im Ortsbereich als Teilnehmeranschlussleitungen eingesetzt werden, sind längswassergeschützt. Die Hohlräume zwischen den Aderpaaren sind (bei neueren Kabeln mit Aderisolierung aus Kunststoff) mit Petrolat gefüllt. Im Falle einer Beschädigung des Kabels dringt Wasser nur unmittelbar an der beschädigten Stelle in den Kabelmantel ein. Eine Ortung der Leckage kann nur über eine Fehlereinmessung zwischen Kvz und Teilnehmern erfolgen, aber das Wasser kann durch das Petrolat nicht weiter in das Kabel laufen und so größere Schäden verursachen. Die Fehlerbeseitigung erfolgt dann klassischerweise über die Auswechselung des Kabels über die Fehlerstelle, oder die Abdichtung des Mantelschadens, wenn das Wasser noch keinen großen Schaden anrichten konnte.
Ältere Kabel mit Papierisolierung um die jeweiligen Adern besitzen keine Füllung, wodurch eindringendes Wasser die Adern schneller korrodieren lässt und die Telefonanschlüsse daher schneller ausfallen als beim Kunststoffkabel. Allerdings lassen sich somit Leckagen auch schneller erkennen und der Fehler kann (durch Auswechslung) beseitigt werden.

## Aderbezeichnung
Die Aderbezeichnungen a und b sind eindeutige Kennzeichnungen der einzelnen Adern pro Doppelader in der Teilnehmeranschlussleitung (d. h. die Ader 6a entspricht der ersten Ader der sechsten Doppelader, also der insgesamt elften Kabelader). Für eine analoge Teilnehmeranschlussleitung (a/b-Schnittstelle) und für einen ISDN-Basisanschluss wird jeweils eine Doppelader benötigt, für einen ISDN-Primärmultiplexanschluss abhängig vom Übertragungsverfahren ein oder zwei Doppeladern. Üblicherweise sind die jeweiligen Klemmen an den Geräten mit a und b oder mit 1a, 1b bzw. 2a und 2b gekennzeichnet.

## Deutschland
Bündelverseilte Fernmeldekabel mit Sternviererverseilung waren in den 1970er Jahren eine Neuerung bei der Deutschen Bundespost und brachten eine Arbeitserleichterung im Vergleich zu den bisherigen lagenverseilten Kabeln, insbesondere bei Kabeln mit besonders vielen Doppeladern.
In Deutschland werden in allen Bereichen der Linientechnik bündelverseilte (Erd-)Kabel verwendet. Bündelverseilung ist auch in Teilnehmerinstallationen der ehemaligen Deutschen Bundespost und der Deutschen Telekom anzutreffen.
Auch private Erdkabel sind bündelverseilt, im Innenbereich jedoch überwiegen früher wie heute Fernmeldekabel in Lagenverseilung.

### Kennzeichnung von Kabeln mit Bündelverseilung
Bei diesen bündelverseilten Kabeln (z. B. J-YY, J-2Y(ST)Y, A-2Y(L)2Y etc.) bilden jeweils zwei Adernpaare (Doppeladern) einen Sternvierer oder kurz Vierer. Die Adern der Sternvierer haben zusätzlich zu einer gleichen Grundfarbe eine schwarze Ringmarkierung:
- Grundfarbe ohne weitere Markierung: Zweidraht 1a / Vierdraht a
- Grundfarbe mit einem schwarzen Ring: Zweidraht 1b / Vierdraht b
- Grundfarbe mit zwei Ringen mit langem Abstand zu den nächsten beiden Ringen: Zweidraht 2a / Vierdraht c
- Grundfarbe mit zwei Ringen mit kurzem Abstand zu den nächsten beiden Ringen: Zweidraht 2b / Vierdraht d
- Ringabstand der einzelnen Ringe/Doppelringe: 1b 17 mm, 2a 34 mm, 2b 17 mm

Die Grundfarben sind, in ihrer Reihenfolge, Rot, Grün, Grau, Gelb und Weiß. Die Anordnung nach diesem Farbschema ermöglicht es im Gegensatz zu den anderen Farbzählsystemen einem Farbfehlsichtigen die Zählung anhand der Helligkeit der Vierer zu finden (von Rot = dunkel bis Weiß = hell).
- Jeweils fünf Sternvierer zusammengefasst bilden ein Zehnerbündel, Grundbündel genannt.
- Jeweils fünf beziehungsweise zehn Grundbündel für höherpaarige Kabel, werden zum Hauptbündel mit 50 beziehungsweise 100 Doppeladern verseilt.
- Die Hauptbündel sind zum Fernmeldekabel verseilt (bei Hauptkabeln bis zu 2000 Doppeladern).

Zur Unterscheidung der einzelnen Bündel erhält das erste Grundbündel, beziehungsweise das erste Hauptbündel, jeder Lage eine rote Kunststoffwendel, alle anderen eine weiße oder naturfarbene. Die einzelnen Grundbündel werden von innen nach außen und von der Vermittlungsstelle in Richtung Teilnehmer blickend im Uhrzeigersinn gezählt. (Merksatz: Kabellöter sei nicht dumm: Amt im Rücken, rechts herum; Amt im Bauch, links geht’s auch).

### Kennzeichnung von Kabeln mit Lagenverseilung
Kabel dieser Art wurden vor bündelverseilten Kabeln verlegt und sind häufig sogenannte „Bleikabel“ bzw. „Stahlwellenkabel“  oder „Papierkabel“. Dies leitet sich von der Aderisolierung aus Papier und dem Kabelmantel aus Blei oder gewelltem Stahl ab.
Sie werden (im Gegensatz zu bündelverseilten Kabeln) nicht in Bündel unterteilt, sondern die Auszählung orientiert sich von innen nach außen an den einzelnen Lagen der Adern. Auch hier erhalten die einzelnen Adern den o. g. Strichcode, und teilweise auch eine Grundfarbe. Vor Einführung der Grundfarbe hatte die jeweils erste Ader einer jeden Lage ein violettes statt eines braunen Papiers zur Isolierung; sie kennzeichnete so den „Zählvierer“, anhand dessen sich das Kabel im oder gegen den Uhrzeigersinn (siehe Merkspruch „Amt im Rücken – rechts herum“ oder „Rechte-Hand-Regel“) auszählen ließ. Diese Verseilung erforderte bei der Auszählung aufgrund der fehlenden Wendel und Bündel ein höheres Können des Fernmeldehandwerkers. Außerdem ist zu beachten, dass bei höherpaarigen Kabeln sogenannte Reserveadern, die nicht mitgezählt wurden, vorhanden waren.
Im privaten Bereich waren und sind lagenverseilte Fernmeldekabel – insbesondere der Typ J-Y(St)Y – die meistverwendeten Kabel für Innenanwendung. Es gibt zum Beispiel:
- Installationsleitung J-Y(ST)Y 2 × 2 × 0,6 mit zwei Doppeladern mit Aderdurchmesser 0,6 mm
- Installationsleitung J-Y(ST)Y n × 2 × 0,6 mit Anzahl n Doppeladern mit Aderdurchmesser: 0,6 mm

Es wird in Lagen, von außen nach innen nach der Farbe der b-Ader gezählt. Die Reihenfolge ist: blau – gelb – grün – braun – schwarz. Ausnahme ist das 2×2 Kabel, bei dem Blau durch Schwarz ersetzt ist. Die a-Ader ist immer weiß, außer beim ersten Paar einer Lage, da ist die a-Ader rot.
Ab acht Doppeladern sind zwei rote Adern vorhanden, da zwei Lagen vorhanden sind.

### Kennzeichnung von bündelverseilten Schaltkabeln
Schaltkabel sind bündelverseilt, fünf Doppeladern bilden ein Grundbündel.

Sie werden für Geräteverkabelungen und innerhalb von Vermittlungsstellen verwendet. Gelegentlich werden sie auch als Installationskabel in Kundenanlagen eingesetzt. Es gibt
- Schaltkabel n × 2 × 0,4 mit Anzahl n Doppeladern

Es wird in Lagen, von außen nach innen zuerst nach der Farbe der b-Ader, danach 5er-bündelweise nach der Farbe der a-Ader gezählt. Die Reihenfolge ist: blau – gelb – grün – braun – schwarz. Die a-Ader ist immer in der jeweiligen Bündelfarbe, die erste Bündelfarbe ist blau, die zweite gelb usw.

## Schweiz
Das Fernmeldekabel U72 wird vorwiegend in Gebäuden als Telefon und Schwachstromleitung eingesetzt. In der Bezeichnung bedeutet U: Universalkabel, 72: Herstelljahr 1972. Das Kabel wird heute mit halogenfreier Isolation hergestellt, der Aufbau ist eine Viererverseilung ebenso wie in Deutschland. Jeweils fünf Sternvierer zusammengefasst bilden ein Bündel mit insgesamt 20 Adern.
| Vierer    | a Draht | b Draht | c Draht | d Draht |
| --------- | ------- | ------- | ------- | ------- |
| 1. Vierer | weiß    | blau    | türkis  | violett |
| 2. Vierer | weiß    | orange  | türkis  | violett |
| 3. Vierer | weiß    | grün    | türkis  | violett |
| 4. Vierer | weiß    | braun   | türkis  | violett |
| 5. Vierer | weiß    | grau    | türkis  | violett |

Beim nächsten 5er Bündel bis 10 × 4 hat der a Draht die Farbe Rot, die anderen Farben bleiben.
Beim nächsten 5er Bündel bis 15 × 4 hat der a Draht die Farbe Schwarz, die anderen Farben bleiben.
Beim nächsten 5er Bündel bis 20 × 4 hat der a Draht die Farbe Gelb, die anderen Farben bleiben.

## Österreich

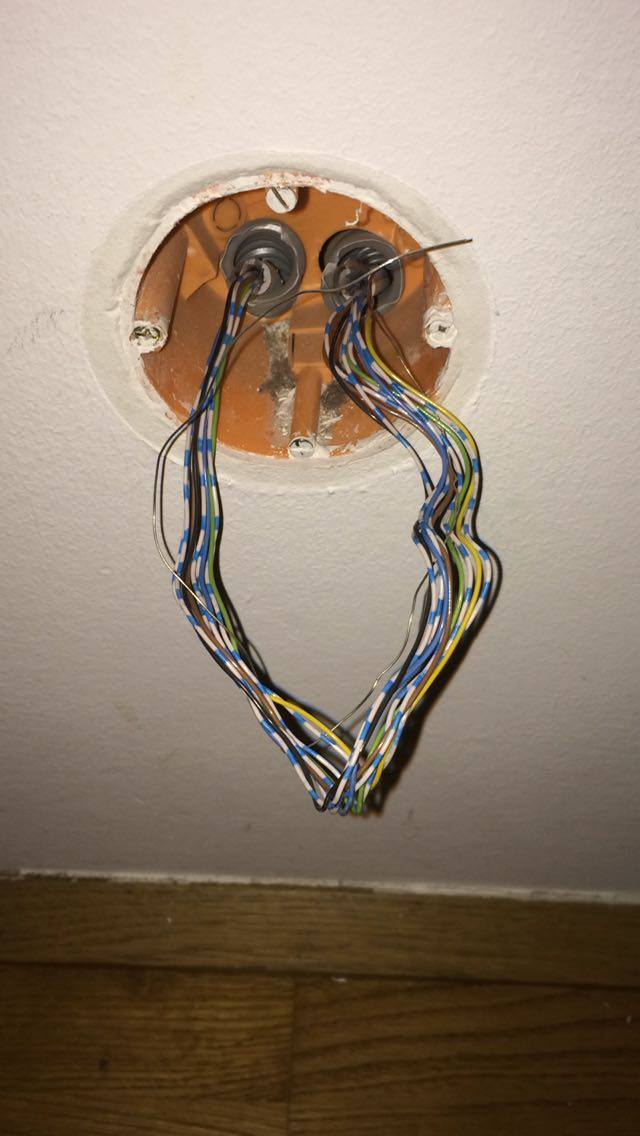
Fernmeldekabel in Österreich des Typs F-YAY 5x2x0,6 mm

Das Kabel wird vorwiegend in Gebäuden als Telefon- und Schwachstromleitung eingesetzt. Es beinhaltet je nach Anforderung mindestens zwei Doppeladern (DA). Der verwendete Kabeltyp ist meist ein F-YAY n × 2 × 0,6 mm, welches einem deutschen J-Y(St)Y Kabel entspricht.
| DA    | a-Ader    | b-Ader  |
| ----- | --------- | ------- |
| 1. DA | blau/weiß | blau    |
| 2. DA | blau/weiß | gelb    |
| 3. DA | blau/weiß | grün    |
| 4. DA | blau/weiß | braun   |
| 5. DA | blau/weiß | schwarz |

Bei mehr als fünf DA ändert sich nur die a-Ader, die Farben der b-Ader bleiben gleich.
Als Merkwort für die Farbreihenfolge dient „Sonnenblumenfeld“: oben der BLAUe Himmel; dann die GELBe Sonnenblume; mit dem GRÜNen Stiel; darunter die BRAUNe Erde und ganz unten ist es SCHWARZ.
| Doppeladern | a-Ader       |
| ----------- | ------------ |
| 1–5         | blau/weiß    |
| 6–10        | gelb/weiß    |
| 11–15       | grün/weiß    |
| 16–20       | braun/weiß   |
| 21–25       | schwarz/weiß |
| 26–30       | blau/rot     |
| 31–35       | gelb/rot     |
| 36–40       | grün/rot     |
| 41–45       | braun/rot    |
| 46–50       | schwarz/rot  |

Hat ein Kabel mehr als 50 DA, beginnt der Farbcode wieder mit blau/weiß – blau. Eine Unterscheidung zwischen den Doppeladern 1–50 und 51–100 (ggf. auch darüber) wird durch die Position im Kabel erreicht, die 51. DA befindet sich deutlich weiter innen im Kabel als die 1. DA.
Bei Fernmeldekabel im Außenbereich kommt die Sternvierer-Verseilung zur Anwendung. Dabei sind vier Adern (Weiß 1a, Rot 1b, Grün 2a und Blau 2b) zu einem „Vierer“ verseilt, wobei der erste „Vierer“ in jeder Lage durch eine schwarze anstatt einer weißen Ader gekennzeichnet ist.
| Ader | Farbe                |
| ---- | -------------------- |
| 1a   | weiß/ Zähler=schwarz |
| 1b   | rot                  |
| 2a   | grün                 |
| 2b   | blau                 |

## Einsatz

Einsatz von Telefonkabeln im Teilnehmeranschlussnetz

Die heutigen Spezifikationen der Netzbetreiber fordern von den Fernmeldekabeln eine sehr hohe Qualität und hohe Bandbreite, um für DSL-Übertragungen große Reichweiten zu erzielen.
Das Verbinden von zwei oder mehreren Kabelenden wird als „spleißen“ bezeichnet.